# 잭 켈리 시니어

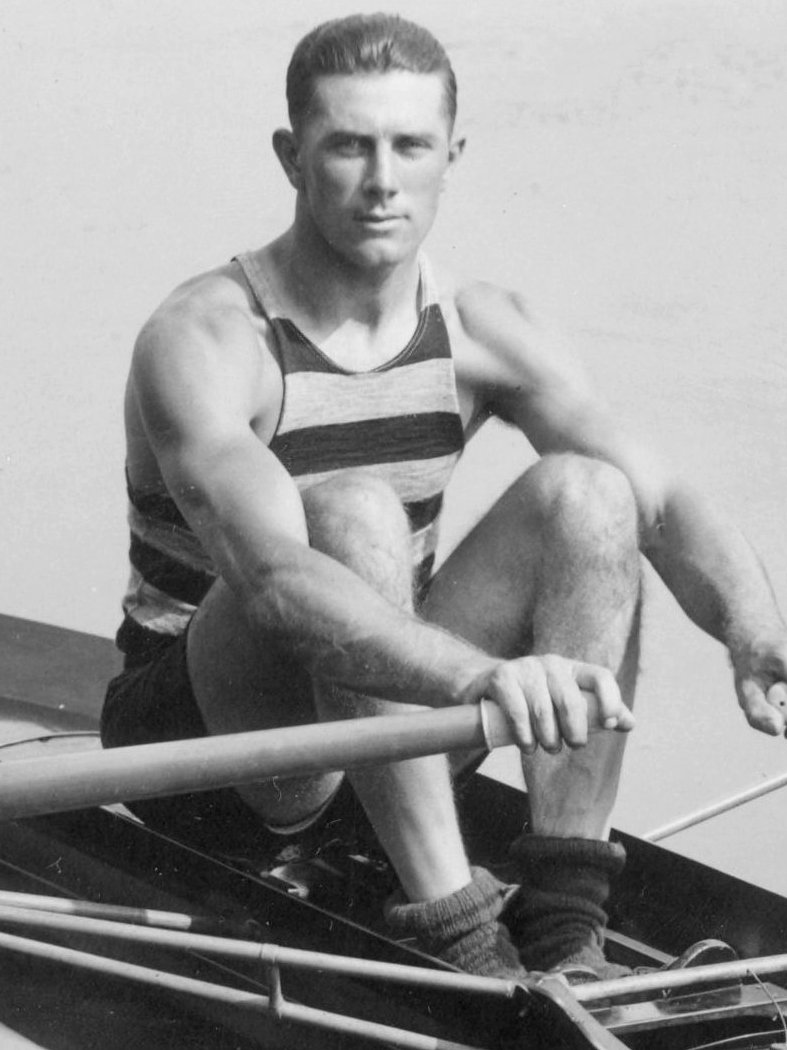
잭 켈리 시니어

존 브랜든 켈리 시니어(영어: John Brendan Kelly Sr., 1889년 10월 4일 ~ 1960년 6월 20일)는 조정 종목에서 최초인 미국의 트리플 올림픽 챔피언이었다. 필라델피아에 기반을 둔 켈리는 또한 벽돌 쌓기와 건설 산업에서 백만장자였다. 그는 또한 정치에 관여하였는데, 펜실베이니아 주 세입 장관을 지냈고 1935년 필라델피아 시장 선거에 출마하였으나 낙선하였다.
켈리는 그레이스 켈리(모나코 공 알베르 2세의 외할아버지)와 미국 올림픽 위원회의 회장을 역임한 뛰어난 조정 선수 잭 켈리 주니어의 아버지였다.